# Guy Moon
Guy Vernon Moon (Fort Atkinson, Wisconsin, Estados Unidos, 7 de febrero de 1962) es un compositor estadounidense, principalmente conocido por su trabajo en numerosas series animadas, tales como Johnny Bravo, Cow and Chicken, The Grim Adventures of Billy & Mandy, Los padrinos mágicos (serie por la cual recibió una nominación al Emmy), Danny Phantom y Big Time Rush.

## Biografía
Moon nació en la ciudad de Fort Atkinson, Wisconsin, en 1962. Su prima es la actriz Lilly Moon. En 1980 asistió a la Universidad de Arizona. En 1986, se trasladó a California.
Encontrando la base de su inspiración en el músico Chick Corea, Moon ha estado involucrado en una gran variedad de series animadas, como Johnny Bravo, Cow and Chicken, The Grim Adventures of Billy & Mandy (solo la primera temporada), Los padrinos mágicos, Danny Phantom, y más recientemente, Tak and the Power of Juju (tema musical y tres episodios), Big Time Rush, T.U.F.F. Puppy, y Back at the Barnyard. También ha sido acreditado como compositor y director de orquesta de la serie The Real Adventures of Jonny Quest de Cartoon Network.
Actualmente reside en Valle de San Fernando, Los Ángeles.

## Filmografía

### Películas
| Año  | Película                                      |
| ---- | --------------------------------------------- |
| 1987 | Creepozoids                                   |
| 1988 | Sorority Babes in the Slimeball Bowl-O-Rama   |
| 1989 | The Runnin' Kind                              |
| 1989 | Deadly Weapon                                 |
| 1989 | The Occultist                                 |
| 1990 | Diving In                                     |
| 1991 | Reason for Living: The Jill Ireland Story     |
| 1991 | Pink Lightning                                |
| 1991 | Love and Curses... and All That Jazz          |
| 1991 | Captive                                       |
| 1995 | The Brady Bunch Movie                         |
| 1995 | Out-of-Sync                                   |
| 1995 | Howling: New Moon Rising                      |
| 1996 | A Very Brady Sequel                           |
| 1999 | Come On Get Happy: The Partridge Family Story |
| 2001 | These Old Broads                              |
| 2001 | The Way She Moves                             |
| 2003 | The Electric Piper                            |
| 2004 | Mickey                                        |
| 2005 | Tom and Jerry: The Fast and the Furry         |
| 2008 | TV ArtScapes: ScubaScapes Volume IV           |
| 2009 | The Call                                      |
| 2010 | Forsaken                                      |
| 2011 | Blood Oath                                    |
| 2011 | A Fairly Odd Movie: Grow Up, Timmy Turner!    |
| 2012 | Big Time Movie                                |
| 2012 | A Fairly Odd Christmas                        |
| 2015 | A Conspiracy on Jekyll Island                 |

### Televisión
| Año       | Serie                                        | Notas                                                  |
| --------- | -------------------------------------------- | ------------------------------------------------------ |
| 1988–1989 | Baby Boom                                    |                                                        |
| 1989–1990 | The Famous Teddy Z                           |                                                        |
| 1989–1990 | Brand New Life                               |                                                        |
| 1989–1990 | Snoops                                       |                                                        |
| 1990      | Elvis                                        |                                                        |
| 1990      | Estrellas de los dibujos animados al rescate |                                                        |
| 1991–1992 | Man of the People                            |                                                        |
| 1992      | CBS Schoolbreak Special                      | episode: Different Worlds: A Story of Interracial Love |
| 1992–1993 | The Addams Family                            |                                                        |
| 1992–1996 | California Dreams                            |                                                        |
| 1996–1999 | The Real Adventures of Jonny Quest           |                                                        |
| 1996      | Caverniños                                   |                                                        |
| 1997–1999 | Cow and Chicken                              |                                                        |
| 1998–2001 | Oh Yeah! Cartoons                            |                                                        |
| 1999      | Little Witch                                 |                                                        |
| 1999–2000 | Movie Stars                                  |                                                        |
| 2001–2017 | Los padrinos mágicos                         |                                                        |
| 2001–2002 | Grim & Evil                                  |                                                        |
| 2002–2004 | Zona Tiza                                    |                                                        |
| 2003      | The Grim Adventures of Billy & Mandy         |                                                        |
| 2004–2007 | Danny Phantom                                |                                                        |
| 2007–2008 | Tak and the Power of Juju                    |                                                        |
| 2007–2011 | Back at the Barnyard                         |                                                        |
| 2008–2009 | Random! Cartoons                             |                                                        |
| 2009–2013 | Big Time Rush                                | con Dusty Moon                                         |
| 2010–2015 | T.U.F.F. Puppy                               |                                                        |
| 2014–2016 | 100 Things to Do Before High School          |                                                        |